# Pseudogarypus hesperus
Pseudogarypus hesperus es una especie de arácnido del orden Pseudoscorpionida de la familia Pseudogarypidae.

## Distribución geográfica
Se encuentra en Oregón y Washington en (Estados Unidos).